# Expedició Shackleton-Rowett

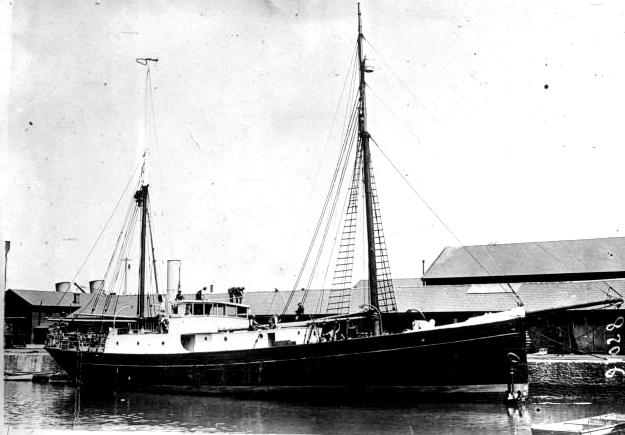
El Quest el 1921 abans de salpar

L'expedició Shackleton-Rowett (1921–1922) va ser l'últim projecte antàrtic de Sir Ernest Shackleton, i l'episodi final de l'edat heroica de l'exploració de l'Antàrtida. L'aventura, finançada per John Quiller Rowett, un home de negocis, també és coneguda com l'expedició Quest que era el nom que Shackleton va posar a un antic vaixell noruec utilitzat en la cacera de foques i que van reconvertir per a l'expedició. El projecte original era explorar el sector del mar de Beaufort, a l'oceà Àrtic, però el va haver d'abandonar després que el govern canadenc li retirés el suport financer i es va dirigir cap a l'Antàrtida. El Quest, més petit que qualsevol altre vaixell d'exploració antàrtica usat fins aquell moment, aviat va mostrar les seves mancances i el viatge cap al sud va patir retards a causa de la pobra capacitat de navegació i per continus problemes amb els motors. Malauradament, abans d'arribar al punt en què havien d'iniciar l'expedició, Shackleton va morir a bord del vaixell, just després de la seva arribada a l'illa sub-antàrtica de Geòrgia del Sud.
Després de la mort de Shackleton, l'expedició es va limitar a un creuer de tres mesos per l'Antàrtic oriental, sota la direcció del segon comandant Frank Wild. En aquestes aigües els defectes del Quest es varen posar de manifest: poca velocitat, alt consum de combustible, tendència de rodar amb les maregasses i constants vies d'aigua. El vaixell no va poder continuar més enllà de la longitud 20°E, molt per sota del seu objectiu, i la poca potència del seu motor resultava insuficient per a penetrar al gel antàrtic. Després d'uns quants intents infructuosos de trencar cap al sud a través de la banquisa, Wild va tornar el vaixell a Geòrgia del Sud, després d'una visita nostàlgica a Illa Elefant on, sis anys abans, ell i uns altres 21 tripulants de l'Endurance havien estat abandonats després de l'enfonsament del vaixell, en l'anomenada expedició Endurance.
Wild va planejar passar una segona temporada al gel i va portar el vaixell a Ciutat del Cap per a preparar-lo. Allà va rebre un missatge del patrocinador Rowett en el que ordenava el retorn del vaixell a casa, a Anglaterra i el viatge finalitzà discretament. Encara que aquesta expedició dins la història de l'exploració polar no està massa ben considerada, la rellevància del viatge del Quest és que va marcar el final de l'Edat heroica de l'exploració de l'Antàrtida i el començament de l'Edat mecànica. En el fons, tanmateix, l'esdeveniment que la manté en la memòria col·lectiva, eclipsant totes les seves activitats, va ser la inoportuna mort de Shackleton.

## Context

### Després de l'Endurance
Després d'ajudar a rescatar els homes de la seva tripulació abandonats durant la fase final de l'expedició Endurance, Shackleton va tornar a Gran Bretanya a finals de maig de 1917, en plena Primera Guerra Mundial. Com ja era massa vell per allistar-se va buscar algun tipus de col·laboració i finalment va marxar cap a Múrmansk amb el rang provisional de comandant, formant part d'una missió militar a Rússia del nord. Aquest paper no li agradava a Shackleton qui expressà la seva insatisfacció en unes cartes a casa seva: "Sento que no sigui de cap utilitat per a ningú llevat que sigui encarant la tempesta en terres salvatges." Retornà a Anglaterra el febrer de 1919 i començà a elaborar plans per a crear una companyia que pogués desenvolupar els recursos naturals de la regió del nord de Rússia, amb la cooperació de l'Exèrcit Blanc. Aquest pla va quedar en res, quan l'Exèrcit Roig va prendre control d'aquella part durant la Guerra Civil Russa, i Shackleton es va veure forçat a realitzar un cicle de conferències per a obtenir ingressos. Durant l'hivern de 1919-20, al Philharmonic Hall del carrer Great Portland de Londres, estigué fent xerrades dues vegades al dia, sis dies a la setmana, durant cinc mesos. Alhora, malgrat els grans deutes que havia d'afrontar a conseqüència de l'expedició Endurance, va començar a planejar una nova aventura.

### Proposta canadenca

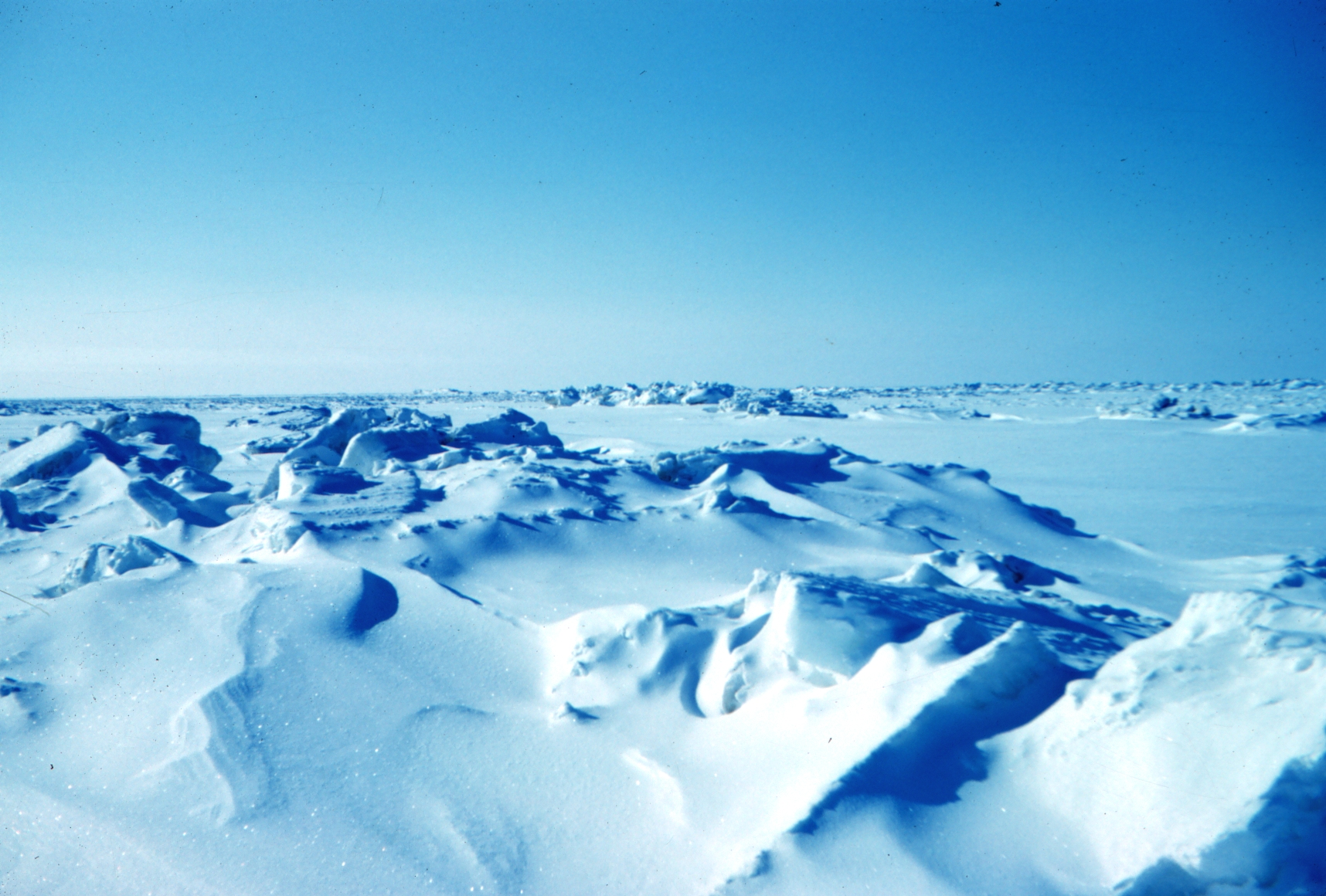
Banquisa densa al mar de Beaufort

Shackleton havia decidit allunyar-se de l'Antàrtic, anar cap al nord i "omplir aquest gran buit ara anomenat el mar de Beaufort". Aquesta àrea de l'oceà Àrtic, al nord d'Alaska i a l'oest de l'Arxipèlag Àrtic Canadenc, estava inexplorada en una gran part del territori. Shackleton creia, sobre la base de registres de marea, que el mar tenia grans masses de terra desconegudes que "serien d'un gran interès científic mundial, a part del possible valor econòmic." També esperava arribar al pol nord d'inaccessibilitat, el punt més remot de les regions àrtiques. El març de 1920, els seus plans varen rebre l'aprovació general de la Royal Geographical Society (RGS) i el suport del govern canadenc. Amb això, Shackleton va obtenir el finançament necessari, que estimava en 50.000 lliures (aproximadament 1,6 milions de lliures, en el valor de 2009). Aquell mateix any, Shackleton va coincidir amb un antic amic de l'escola, John Quiller Rowett, qui va acceptar aportar recursos al projecte perquè Shackleton pogués començar els preparatius. Amb aquests diners, el gener de 1921, Shackleton va poder adquirir el balener noruec de fusta Foca I, continuar amb la compra de la resta de l'equipament i contractar una tripulació.
El maig de 1921, amb l'arribada del nou primer ministre, Arthur Meighen, es va produir un canvi en la política del govern del Canadà sobre el finançament d'expedicions i es retirà el suport a la proposta de Shackleton. La resposta de Shackleton no fou anul·lar l'expedició sinó reorientar-la. A mitjans de maig, el seu soci Alexander Macklin, que era al Canadà negociant la compra de gossos, rebia un telegrama que li notificava que la nova destinació era l'Antàrtic; s'havia substituït l'aventura de mar de Beaufort per un programa variat d'exploració i mapatge costaner, fent prospeccions i recerca oceanogràfica mineral en aigües meridionals.

## Preparació Antàrtica

### Objectius

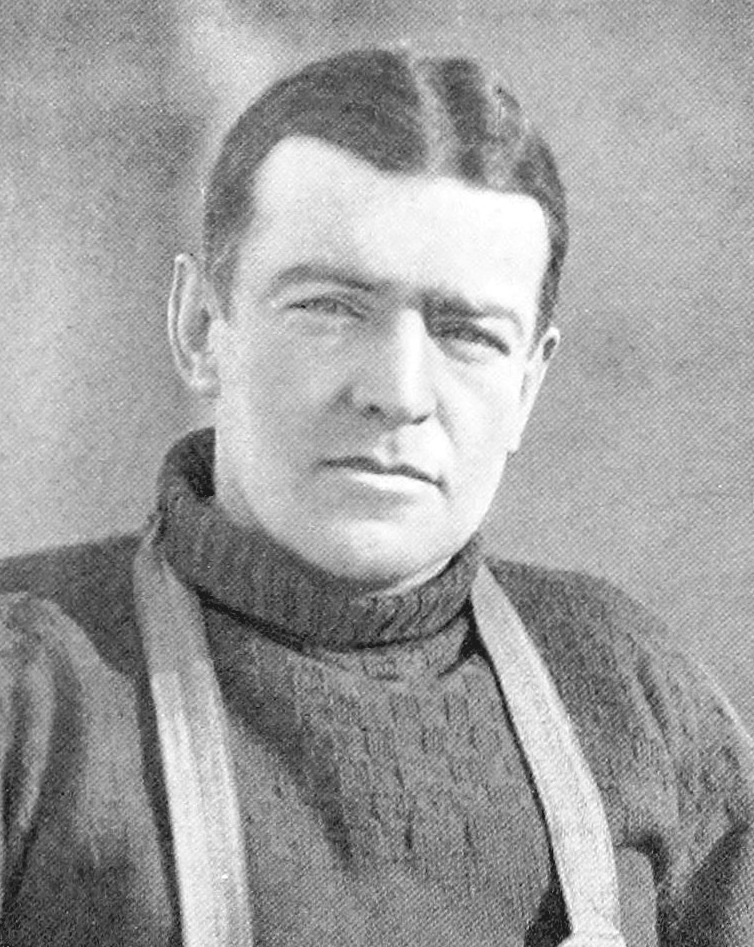
Sir Ernest Shackleton, el líder de l'expedició

Shackleton, fins i tot abans del seu impasse amb el govern canadenc, havia considerat una possible expedició al sud com a alternativa a la del mar de Beaufort. Segons el bibliotecari del RGS, Hugh Robert Mill, Shackleton havia parlat sobre dos possibles propostes ja des de primers de març de 1920: l'exploració del mar de Beaufort i "una expedició oceanogràfica amb l'objecte de visitar totes les illes poc conegudes de l'Atlàntic i el Pacific Sud". Abans de juny de 1921, el pla s'havia estès fins a incloure una circumnavegació del continent antàrtic i el mapatge d'uns 3.200 km de línia de costa desconeguda. També inclouria la cerca d'illes sub-antàrtiques "perdudes" o cartografiades de manera errònia (incloent-hi l'Illa Dougherty, Tuanaki, i les illes Nimrod), la recerca de possibles recursos minerals per a ser explotats en aquestes terres redescobertes, i un programa d'investigació científica ambiciós. Això incloïa sondatges al voltant de l'illa Gough per investigar una presumpta "connexió continental submarina" entre l'Àfrica i Amèrica". La biògrafa de Shackleton, Margery Fisher, considera el pla com a "difús", i "de massa abast perquè un petit grup d'homes el realitzés en dos anys". Segons el biògraf Roland Huntford, l'expedició no tenia cap objectiu obvi i era "clarament una obra d'improvisació, un pretext [de Shackleton] per marxar".
Fisher descriu l'expedició com la mostra de "la línia divisòria entre el que s'ha conegut com l'Edat heroica de l'exploració de l'Antàrtida i l'"Edat Mecànica". Shackleton qualificava el viatge de "pioner", referint-se específicament a l'aeroplà amb què comptava per a l'expedició i que, finalment, no es va fer servir. De fet, aquesta va ser només una de les "innovacions tecnològiques" que va marcar l'empresa; varen ser gadgets propagandístics. La cabina del vaixell s'escalfava elèctricament; comptaven amb granotes escalfables per a les tasques d'observació, comunicació sense fils, i un mecanisme anomenat "odograf" que, automàticament, podia localitzar i descriure la ruta del vaixell. La fotografia tenia un paper prominent, i "va adquirir un equipament quantiós i car de càmeres, màquines de cinematografia i altres elements fotogràfics". Formant part de l'equip de recerca oceanogràfica hi havia una màquina Lucas de sondatge del fons marí.
Aquesta provisió sorgia del patrocini de Rowett, que havia ampliat la seva oferta original de capital inicial a un compromís fins a cobrir els costos de l'expedició sencera. L'abast de la contribució de Rowett no va ser enregistrada; en un pressupost (no datat) per a l'expedició, Shackleton havia estimat un cost total per "sobre de 100.000 lliures". Independentment del total, Rowett ho va finançar tot i Frank Wild va comentar posteriorment que es tractava de l'única expedició antàrtica que en tornar a casa no hi hauria cap deute pendent. Segons Wild, sense la intervenció de Rowett, l'expedició hauria estat impossible: "La seva actitud generosa és molt notable, ja que sabia que no hi havia cap perspectiva de retorn financer, i el que feia era en interès de la recerca científica i de l'amistat amb Shackleton." El seu únic reconeixement fou la inclusió del seu nom al títol de l'expedició. Rowett era, segons Huntford, un home de negocis "pesat, d'aspecte prosaic"; el 1920, era un dels cofundadors i principal contribuïdor d'un institut de recerca de nutrició animal a Aberdeen: l'Institut de Recerca Rowett (actualment, forma part de la Universitat d'Aberdeen). També havia finançat treballs d'investigació dental a l'Hospital de Middlesex. Rowett va morir pocs anys després del retorn de l'expedició; el 1924, amb 50 anys, es va llevar la vida, després d'una davallada de la seva fortuna.

### Quest

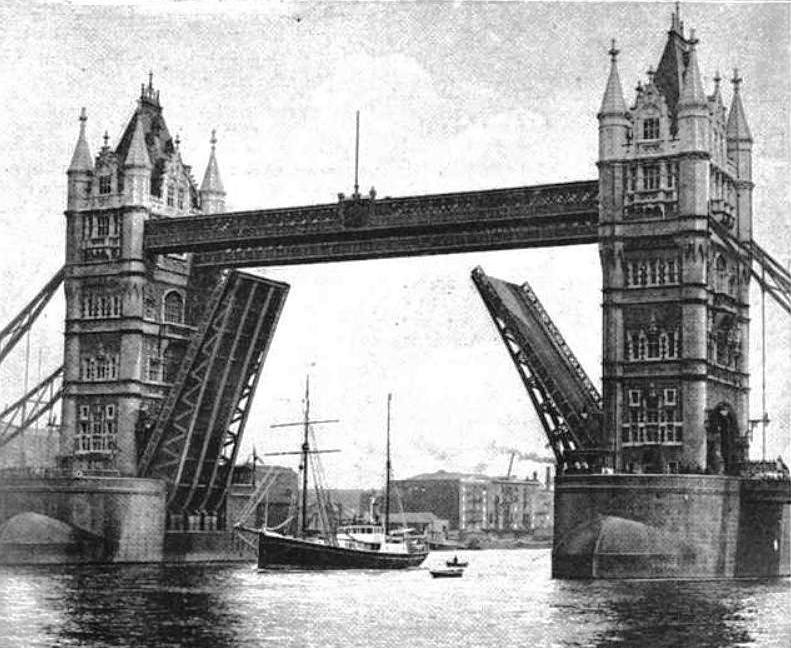
El Quest passant per sota del Tower Bridge, a Londres

El març de 1921, Shackleton va rebatejar el seu vaixell expedicionari com a Quest. Era un vaixell petit de 125 tones; segons Huntford, amb la vela i els motors auxiliars, era capaç de fer vuit nusos, però de fet rarament passava dels cinc i mig.
Huntford el descriu com una plataforma de quilla plana, quadrada i maldestre, amb una tendència a bolcar amb mar grossa. Fisher informa que s'havia construït el 1917, pesava 204 tones, i tenia una coberta gran i espaiosa. Encara que tenia algunes instal·lacions modernes, com llums elèctrics a les cabines, era inadequat per als viatges oceànics llargs; Shackleton, al primer dia de navegació, anotava que "de cap manera tenim un vaixell amb el perfil, o adequat per encaixar ni la tempesta més suau".
Leif Mills, a la seva biografia sobre Frank Wild, diu que si el vaixell hagués anat al mar de Beaufort d'acord amb els plans inicials de Shackleton, probablement s'hauria aixafat contra la banquisa àrtica. Durant el seu viatge cap al sud, sovint va patir danys i avaries, i va caldre fer reparacions a tots els ports on va fer escala.

### Personal
El diari The Times havia informat que Shackleton planejava portar una dotzena d'homes a l'Àrtida, «majoritàriament els que l'havien acompanyat en expedicions anteriors». De fet, el Quest va marxar de Londres cap al sud amb vint homes, vuit dels quals eren antics camarades de l'Endurance; un altre, James Dell, era un veterà del Discovery, una expedició realitzada vint anys abans. Alguns dels membres de l'Endurance no havien cobrat totalment el pactat a l'expedició anterior, però estaven preparats per unir-se a Shackleton una vegada més, per lleialtat personal.

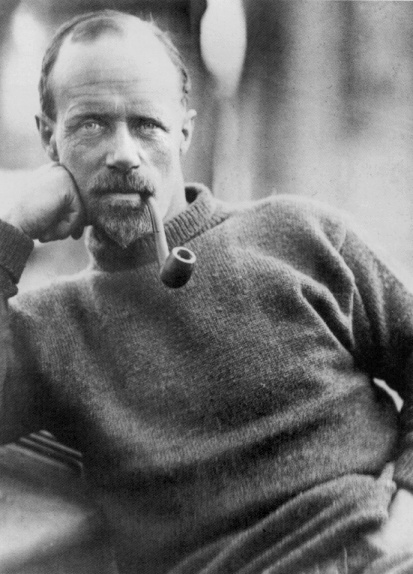
Frank Wild, segon comandant de l'expedició

Frank Wild, en el seu quart viatge amb Shackleton, ocupava el càrrec de segon comandant, igual que a l'expedició Endurance. Frank Worsley, l'antic capità de l'Endurance també ho va ser del Quest. D'altres antics camarades foren els dos cirurgians, Alexander Macklin i James Mcilroy, el meteoròleg Leonard Hussey, l'enginyer Alfred Kerr, el mariner Tom McLeod i el cuiner Charles Green. Shackleton havia suposat que Tom Crean s'inscriuria, i li havia assignat la tasca d'estar "a càrrec dels bots", però Crean s'havia retirat de l'armada per formar una família a casa seva, al comtat de Kerry, i va declinar la invitació de Shackleton.
Dels nouvinguts, Roderick Carr, un pilot de la Royal Air Force nascut a Nova Zelanda, va estar contractat per pilotar l'aeroplà de l'expedició, un Avro "Antarctic" Baby, modificat com a hidroavió amb un motor de vuitanta cavalls Havia conegut Shackleton al nord de Rússia, i en els darrers temps havia estat servint de cap de personal a la força aèria lituana. De fet, l'avioneta no es va fer servir durant l'expedició a causa de l'absència d'algunes peces que havien desaparegut, i Carr es va dedicar a ajudar en tasques científiques. El personal científic incloïa el biòleg australià Hubert Wilkins, que tenia experiència àrtica, i el geòleg canadenc Vibert Douglas, que havia signat inicialment per a l'avortada expedició del mar de Beaufort. Els tripulants que varen atreure més l'atenció eren dos membres del moviment escolta, Norman Mooney i James Marr. Com a resultat de la publicitat organitzada pel diari Daily Mail, aquests dos individus havien estat seleccionats d'entre 1.700 escoltes que s'havia inscrit per unir-se a l'expedició. Mooney, qui els acompanyà des de les illes Òrcades, abandonà el vaixell a Madeira després de patir un mareig crònic. Marr, un noi de 18 anys d'Aberdeen, acompanyà l'expedició fins al final, guanyant-se el reconeixment de Shackleton i Wild per la seva dedicació a les tasques manuals. Després de fer-lo treballar als búnquers de carbó del vaixell, segons Wild, Marr "va sortir molt bé de la prova, mostrant una gran valentia i una resistència notable".

## Expedició

### Viatge al sud

Geòrgia del Sud, el primer port d'escala subantàrtic de l'expedició. El port de Grytviken s'indica a la costa nord.

El Quest va salpar des del moll de Santa Caterina de Londres, el 17 de setembre de 1921, després d'una inspecció del rei Jordi V del Regne Unit. Als bancs del riu i als ponts es va aplegar molta gent per presenciar l'esdeveniment. Marr va escriure al seu diari que era com si "tot Londres s'hagués posat d'acord per oferir-nos un adéu animós".
La intenció original de Shackleton era navegar cap al sud, en direcció a Ciutat del Cap, tot visitant en el seu recorregut les principals illes atlàntiques meridionals. Des de Ciutat del Cap, pretenien que el Quest navegués per la costa antàrtica de la Terra d'Enderby i, una vegada a la zona de gel, exploraria la línia de la costa en direcció a Terra de Coats, al mar de Weddell. Al final de l'estiu, el vaixell hauria de visitar Geòrgia del Sud abans de retornar a Ciutat del Cap per fer reparacions i preparar-se per a les tasques del segon any. Tanmateix, el comportament del vaixell durant les primeres etapes del viatge va alterar aquest pla. Els seriosos problemes amb el motor varen forçar una estada d'una setmana a Lisboa, i d'altres aturades a Madeira i a Cap Verd. Aquests retards i la lenta velocitat del vaixell va provocar que Shackleton decidís sacrificar totes les visites a les illes atlàntiques meridionals, posant rumb cap a Rio de Janeiro, on el motor podria rebre una minuciosa revisió. El Quest va arribar a Rio el 22 de novembre de 1921.
La repassada del motor i la substitució del masteler que s'havia fet malbé, va retardar la partida da Rio durant quatre setmanes. Això significava que ja no era possible continuar fins a Ciutat del Cap abans d'arribar al gel. Shackleton va decidir que el vaixell navegaria directament al port de Grytviken, a Geòrgia del Sud. L'equip i les provisions que s'havien enviat a Ciutat del Cap van ser abandonades, i Shackleton esperava que l'aprovisionament es podria solucionar a Geòrgia del Sud. No estava clar quina direcció caldria prendre després d'aquesta parada; Macklin va escriure el seu diari: "El Cap diu... amb franquesa, que no sé què faré."

### Mort de Shackleton
El 17 de desembre, un dia abans que el Quest marxés de Rio, Shackleton va caure malalt. Sembla que va patir un atac de cor; Van avisar a Macklin, però Shackleton es va negar a ser examinat i, l'endemà al matí, va declarar que es trobava millor. En el viatge cap a Geòrgia del Sud estava, en paraules dels seus companys, particularment temperat i distret. També començava a beure xampany cada matí, per "atenuar el dolor", desobeint la seva regla de no permetre alcohol mentre es navegava. Una gran tempesta va arruïnar les celebracions de Nadal previstes, i un nou problema amb la caldera de vapor del motor alentí l'avenç i generà una nova preocupació a Shackleton. Abans de l'1 de gener de 1922, el temps havia millorat: "la calma després de la tempesta - l'any va començar amablement per a nosaltres", va escriure Shackleton al seu diari. El 4 de gener de 1922 van arribar a Geòrgia del Sud; aquell mateix matí, el Quest ancorà a Grytviken.

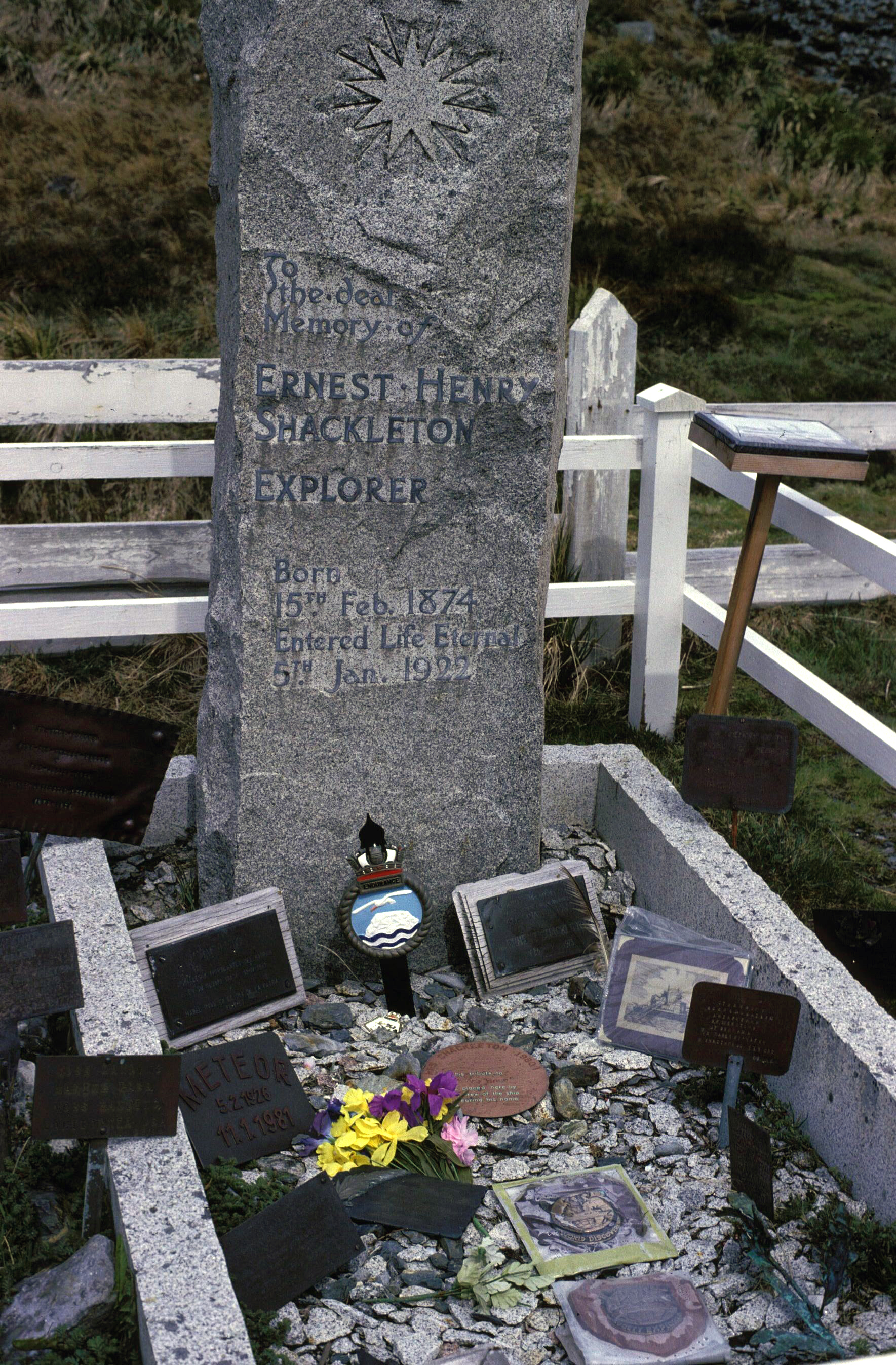
La tomba de Sir Ernest Shackleton

Després de visitar l'establiment balener, Shackleton va retornar al vaixell aparentment més fresc. Va dir a Frank Wild que l'endemà celebrarien el seu ajornat Nadal, i es va retirar a la seva cabina per escriure el seu diari. "La vella olor de balena morta ho impregna tot", va escriure. "És un lloc estrany i curiós.... Un vespre meravellós. En el fosc crepuscle, veig voltar una estrella solitària, com una gemma damunt la badia." Més tard va dormir, i el cirurgià McIlroy el va sentir roncar, quan acabava el seu torn de guàrdia. Poc després de les dues de la matinada del 5 de gener, Macklin, que s'havia fet càrrec de la guàrdia, va anar a la cabina de Shackleton. Segons el diari de Macklin, va trobar Shackleton queixant-se de dolors d'esquena i una neuràlgia facial severa; li va demanar un calmant per al dolor. En una breu conversa, Macklin li va dir que havia estat abusant de la seva activitat, i que havia de portar una vida més regular. Macklin explica que Shackleton li respongué: "Sempre vols que deixi coses, què és el que hauria de deixar?" Macklin li respongué "Principalment l'alcohol, Cap, però no compto que estigui d'acord". Immediatament després Shackleton "va tenir un paroxisme molt sever, durant el qual va morir".
La partida de defunció, signada per Macklin, donava com a causa un "ateroma de les artèries coronàries i insuficiència cardíaca", que actualment seria una trombosi coronària. Aquell mateix matí, Wild, ara al capdavant de l'expedició, donava la notícia a una afectada tripulació, i els anunciava que l'expedició continuaria. El cos va ser portat a terra per embalsamar-lo abans del seu retorn a Anglaterra. El 19 de gener, Leonard Hussey va acompanyar el fèretre en un vaixell de vapor cap a Montevideo, però en arribar va trobar un missatge de la senyora Shackleton, sol·licitant que el seu marit fos enterrat a Geòrgia del Sud. Hussey, en un vaixell britànic, va retornar a Grytviken amb el cos de Shackleton. Un cop allà, el 5 de març, Shackleton va ser enterrat al cementiri noruec, mentre el Quest havia salpat i només Hussey, un dels seus antics camarades, va poder ser-hi present. Una senzilla creu marcava la tomba fins que, sis anys més tard, fou canviada per una columna de granit força alta.

### Viatge al gel
Wild, com a nou líder, primer va haver de decidir on anar. Kerr va informar que el problema de la caldera era salvable; després de recollir provisions i equipament amb el que van trobar a Geòrgia del Sud, Wild va decidir continuar conforme als plans originals de Shackleton. Pensava portar el vaixell cap a l'est, una mica més enllà de l'illa de Bouvet; després, anirien cap al sud per penetrar a través del gel el més a prop possible de la terra d'Enderby, i començarien la inspecció de la costa a partir d'aquell punt. L'expedició també pretenia estudiar l'illa Fantom, a l'entrada del mar de Weddell, illa que havia estat citada per Sir James Clark Ross el 1842, però sense cap altra observació des de llavors. En el fons, tanmateix, la progressió de l'expedició dependria del temps, les condicions del gel i la capacitat del vaixell. de 73-75 i 78-79.

Traça del Quest entre el 3 i el 24 febrer de 1922, mostrant els intents per penetrar dins la banquisa cap a la costa de l'Antàrtic

El Quest va deixar Geòrgia del Sud el 18 de gener, dirigint-se cap al sud-est, cap a les illes Sandwich del Sud. Hi havia mar grossa i el vaixell, amb sobrecàrrega, sovint enfonsava les seves bordes per sota les ones, i s'omplia d'aigua. A mesura que avançaven, Wild va deixar escrit que el Quest rodava com un tronc, tenia fugues, exigia un bombament regular, consumia força carbó i era lent. Tots aquests factors el portarien, al final de gener, a modificar el seu pla. Abandonaven el pas per l'illa Bouvet a favor d'una via més directe cap al sud que, el 4 de febrer, els portaria prop de la banquisa.
Quan el vaixell entrà a la zona del gel solt Wild va escriure: "Ara el petit Quest podrà realment provar el seu tremp". Va anotar que el Quest era el vaixell més petit que mai havia intentat penetrar al pesat gel antàrtic, i reflexionava sobre el destí que havien tingut les altres naus. "Ens escaparem, o el Quest s'unirà als altres vaixells dins "l'armari de Davy Jones?" Els dies següents, a mesura que anaven cap al sud i baixaven les temperatures, el gel s'espessia. El 12 de febrer arribaren a la latitud més austral (69° 17′ S) i la seva longitud més oriental (17° 9′ E) molt a prop de la Terra d'Enderby. Anotaren l'estat del gel i davant del temor de quedar atrapats i congelats, Wild "emprengué una precipitada i enèrgica retirada" cap al nord-oest. Encara esperava enfrontar-se al gel pesat i, si era possible, anar més enllà de la terra desconeguda. El 18 de febrer, dirigiren el vaixell una altra vegada cap al sud en un nou intent, però també sense èxit. El 24 de febrer, després d'una sèrie de nous intents i fracassos, van posar rumb cap a l'oest passant a través de l'entrada del mar de Weddell. El vaixell intentaria visitar l'illa Elefant, a les Shetlands, abans de retornar a Geòrgia del Sud a començaments d'hivern.

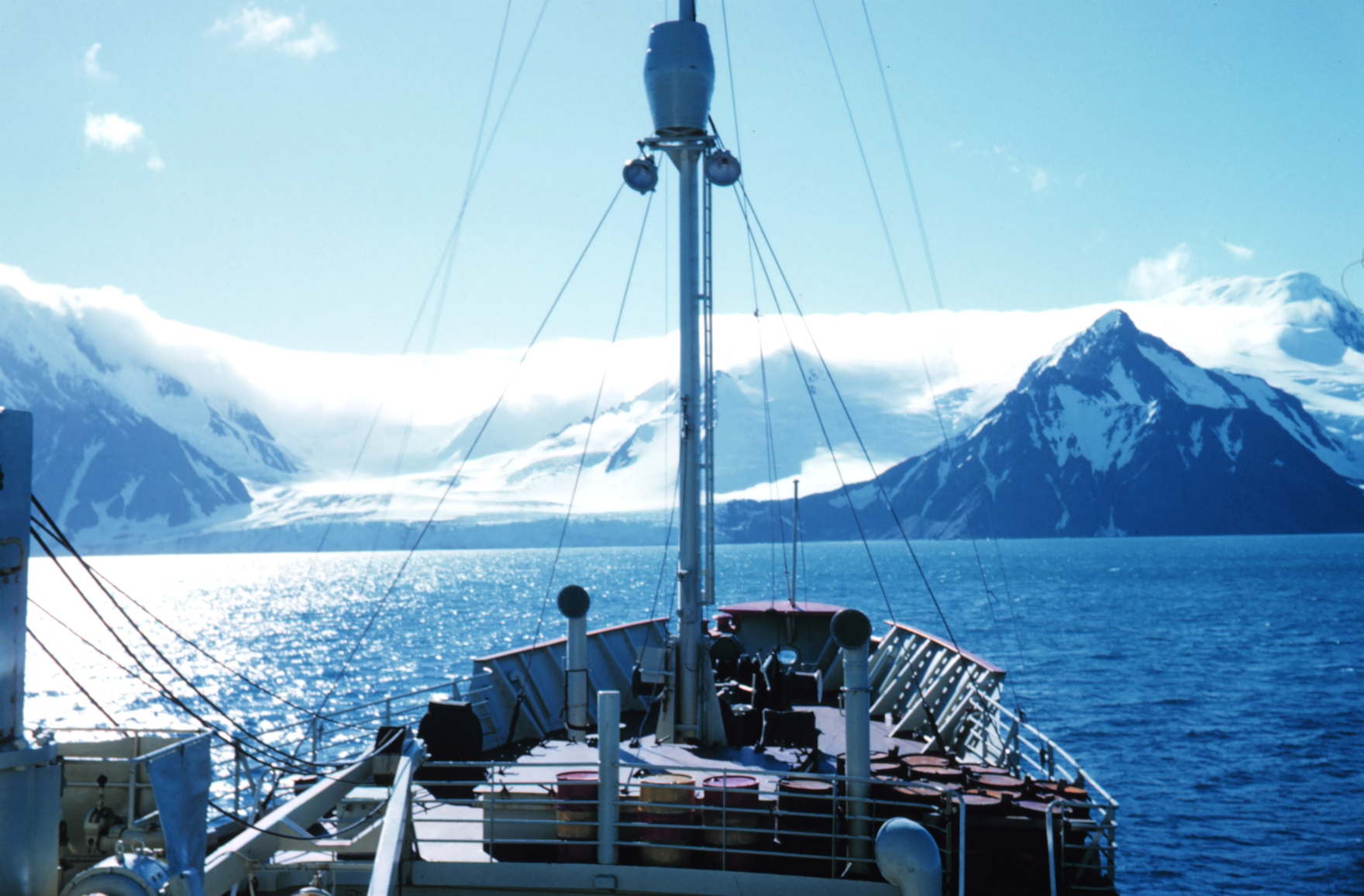
Acostant-se a l'Illa Elefant el 1962

La major part de la llarga travessia pel mar de Weddell va prosseguir tranquil·lament. El 12 de març arribaven a les coordenades 64° 11′ S, 46° 4′ W, que era l'àrea on Ross havia enregistrat una "aparició de terra" el 1842, però no hi havia cap senyal, i un sondatge de profunditat per sota de 4.200 metres no indicava cap probabilitat que hi hagués terra a prop. Entre el 15-21 març, el Quest va quedar atrapat al gel, i l'escassetat de carbó esdevingué una preocupació essencial. Quan el vaixell va quedar lliure, Wild va posar rumb directament a l'illa Elefant, on esperava que el subministrament de carbó podria ser complementat amb greix d'elefant marí. El 25 de març l'illa ja estava a la vista. Wild mirava si era possible tornar a visitar cap Wild, el lloc d'acampada de l'expedició Endurance, però el mal temps ho va impedir. Varen albirar el lloc amb prismàtics, i recordaren antigues fites, abans de desembarcar a la costa occidental per caçar elefants marins. Varen poder obtenir greix de balena suficient per barrejar-lo amb el carbó de manera que, amb un vent favorable, aconseguiren arribar a Geòrgia del Sud el 6 d'abril de 1922.

### Retorn

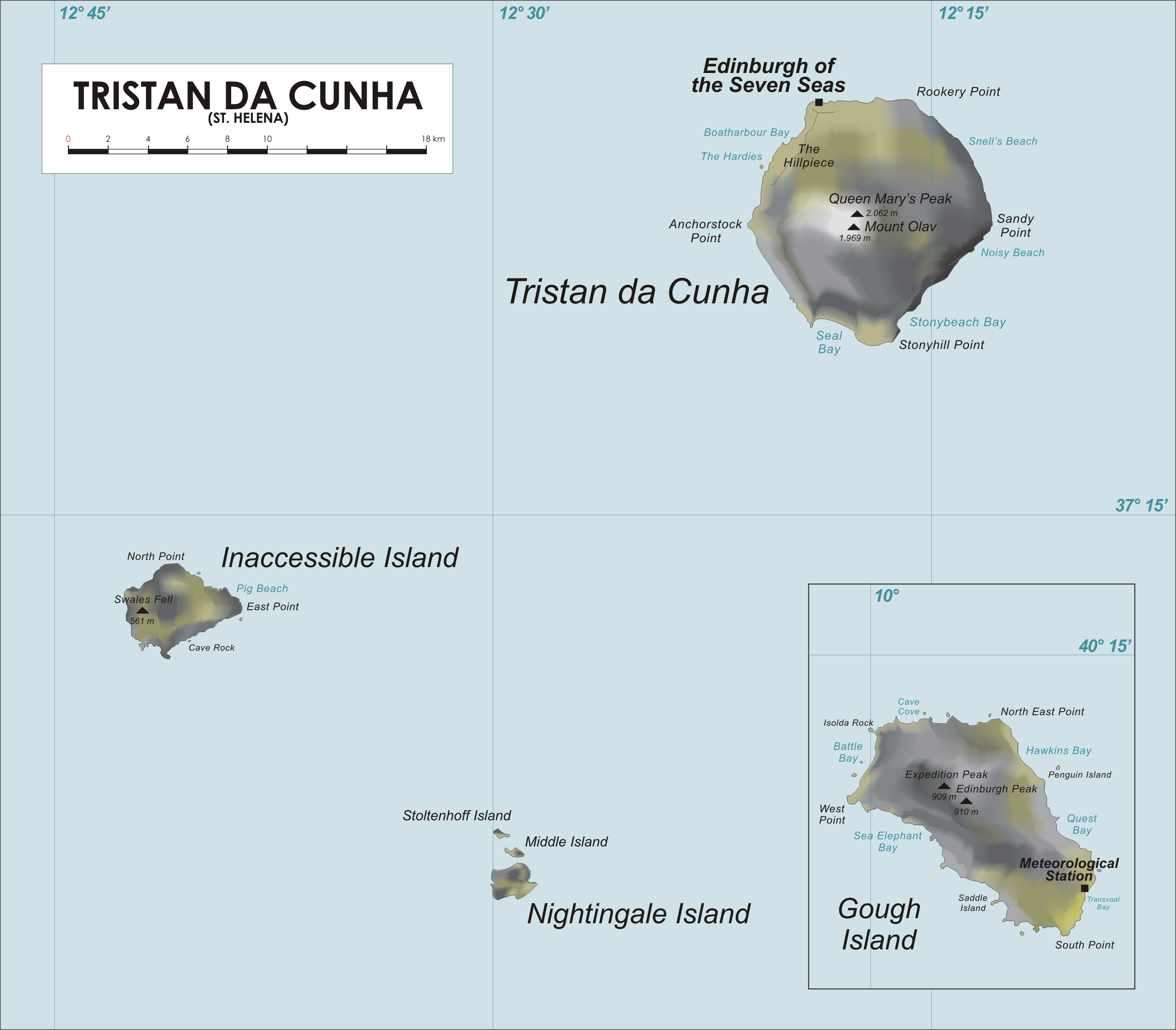
Mapa mostrant Tristan da Cunha, Illa Inaccessible i Illa Gough, Oceà Atlàntic

El Quest restà a Geòrgia del Sud durant un mes, durant el qual els vells camarades de Shackleton li aixecaren un monòlit commemoratiu en un promontori des d'on s'albirava l'entrada al port de Grytviken. Finalment, el 8 de maig, el Quest va salpar cap a Sud-àfrica. La primera escala, tanmateix, va ser Tristan da Cunha, una illa remota i habitada del sud-oest de Ciutat del Cap, on van arribar el 20 de maig després d'una dura travessia pels "quaranta Rugents".
Durant l'estada de cinc dies, amb l'ajuda d'alguns dels illencs, l'expedició va fer breus estades a dues petites illes, Inaccessible i Rossinyol, al sud-oest de Tristan, on recolliren mostres de diverses espècies. La impressió de Wild sobre l'estada a Tristan no va ser del tot favorable. Va descriure l'espantosa misèria i pobresa que havia observat, i comentà de la població: "Són ignorants, tancats gairebé completament del món, horriblement limitats en la seva perspectiva." Malgrat aquestes reserves, abans que el Quest salpés cap a l'est, els escoltes locals varen fer una desfilada amb una presentació de bandera. Varen fer una nova parada a l'illa Gough on els membres de l'expedició van prendre mostres geològiques i botàniques. El 18 de juny, en arribar a Ciutat del Cap, van ser rebuts per una multitud entusiasmada. El primer ministre de Sud-africà, Jan Smuts, va fer una recepció oficial, i els varen honorar amb sopars i dinars d'organitzacions locals.
També els va rebre l'agent de Rowett que els va comunicar que havien de tornar a Anglaterra. Wild va escriure: "M'hauria agradat estar una estació més al quadrant d'Enderby... es podria haver fet perfectament prenent Ciutat del Cap com el nostre punt de partida i començant abans l'expedició de la següent temporada." Tanmateix, el 19 de juliol varen marxar de Ciutat del Cap navegant cap al nord. Les seves visites finals foren Santa Helena, Illa de l'Ascensió i Cap Verd. El 16 de setembre, un any després de la sortida, arribaven al port de Plymouth.

## Seqüeles

### Avaluació
Segons Wild, l'expedició acabava "silenciosament", encara que el seu biògraf Leif Mills parla de "multituds entusiastes" a la badia de Plymouth. Al final del seu relat, Wild expressava l'esperança que la informació que havien portat podria "demostrar el seu valor per a ajudar a resoldre els grans problemes naturals que encara ens aclaparen". Aquests resultats es resumien en cinc apèndixs breus al llibre de Wild. Els resums reflectien els esforços del personal científic per recollir dades i espècimens a cada port d'escala, i el treball geològic i de prospecció fet per Carr i Douglas a Geòrgia del Sud, abans d'iniciar el seu viatge cap al sud. Finalment, es varen publicar uns quants articles i diversos estudis científics amb el material recollit però, en paraules de Leif Mills, "massa poc per mostrar el treball de tot un any".

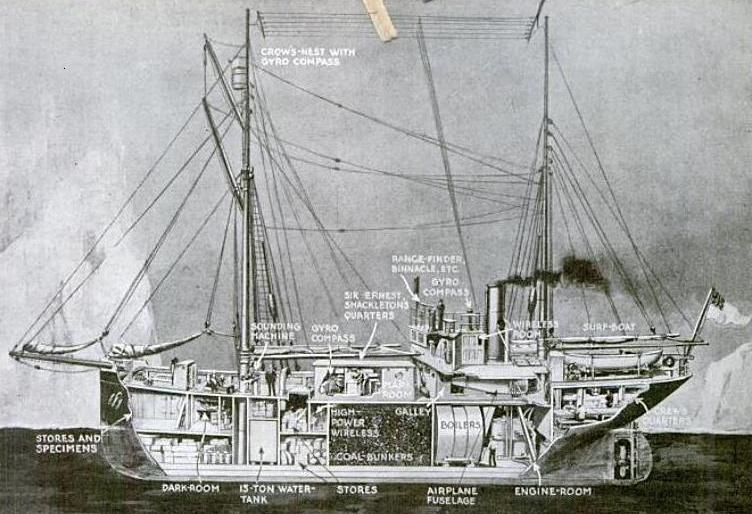
Diagrama del Quest a la revista Popular Science, el desembre de 1921

La manca d'un objectiu clarament definit de l'expedició, es va veure agreujat per l'error de fixar Ciutat del Cap en la ruta cap al sud i després no passar a recollir un equipament molt important. A Geòrgia del Sud, Wild va trobar pocs elements per poder substituir aquest material. La inexistència de cap gos a l'illa, no va permetre l'ús de trineus, la qual cosa impedia una exploració a la Terra de Graham, a la Península Antàrtica, l'opció preferida de Wild dins dels objectius revisats de l'expedició. La mort de Shackleton va representar un cop molt fort, i es va qüestionar el nomenament de Wild com a substitut. Alguns comentaris insinuaren que Wild era un bevedor, "pràcticament un alcohòlic", segons el biògraf de Shackleton, Roland Huntford. Mills suggereix, tanmateix, que fins i tot si Shackleton hagués viscut per completar l'expedició, és discutible que amb aquelles circumstàncies hagués aconseguit més resultats que Wild. En el viatge cap al sud, l'equip es va veure afectat pels canvis d'estat de Shackleton, la seva apatia, feblesa i una actitud vacil·lant.
Pel que fa a la innovació tècnica, el fracàs en el pla de volar va ser una altra decepció. Les esperances de Shackleton en poder iniciar l'ús d'aquesta forma de transport en aigües antàrtiques havien estat altes, i havia discutit d'aquest tema amb el Ministeri Aeri britànic. Segons descriu Fisher, les parts essencials de l'avió s'havien reexpedit a Ciutat del Cap d'on no varen ser recollides. L'equip sense fils de llarga distància a 220 volts no funcionava correctament i es va abandonar de seguida. L'equip més petit, de 110 volts, funcionava només amb un abast de 250 milles. Durant la visita a Tristan, Wild va intentar instal·lar un nou aparell sense fils amb l'ajuda d'un missioner local, però sense èxit.

### Fi de l'Edat heroica
Després del retorn del Quest es va produir un parèntesi antàrtic, perquè no va haver cap expedició significativa a la regió durant set anys. Les expedicions que varen seguir eren d'un caràcter diferent de les anteriors, pertanyent al que s'ha conegut com l'"edat mecànica" que succeïa l'"edat heroica".
Al final de la seva narració sobre l'expedició del Quest, Wild escrivia sobre l'Antàrtida: "Penso que el meu treball està fet". Mai no va retornar, tancant així una carrera que, com Shackleton, havia reforçat l'Edat heroica. Cap dels expedicionaris veterans de l'Endurance va tornar a l'Antàrtic, encara que Worsley va fer un viatge a l'Àrtida el 1925. De la resta de tripulació i personal del Quest, el naturalista australià Hubert Wilkins es va convertir el 1928 en aviador pioner de l'Àrtida i l'Antàrtida, volant des del Punt Barrow (Alaska) fins a Spitsbergen. També va fer uns quants intents fallits durant els anys 1930, en col·laboració amb l'aventurer americà Lincoln Ellsworth, de volar al pol Sud. James Marr, l'escolta, també es va convertir en un habitual de l'Antàrtida després de qualificar-se com a biòleg marí, unint-se a unes quantes expedicions australianes a final dels anys 1920 i 1930. Roderick Carr, el pilot frustrat, va esdevenir Mariscal de l'Aire a la Royal Air Force.